# That Old Feeling
That Old Feeling (bra: A Guerra dos Sexos) é um filme estadunidense de 1997, do gênero comédia romântica, dirigido por Carl Reiner.

## Sinopse
Os pais separados de uma moça que está noiva descobrem seus velhos sentimentos durante a recepção do casamento. Agora, uma mistura de amor e ódio tomará conta da filha.

## Elenco
- Bette Midler .... Lilly Leonard
- Dennis Farina .... Dan De Mora
- Paula Marshall .... Molly De Mora
- Gail O'Grady .... Rowena
- David Rasche .... Alan
- James Denton .... Keith Marks
- Danny Nucci .... Joey Donna
- Michael J. Reynolds .... Senador Marks
- Ian D. Clark .... Rufus